# Le Couperet (film)
Pour les articles homonymes, voir Le Couperet (roman) et Couperet (ustensile).
Pour plus de détails, voir Fiche technique et Distribution.
Le Couperet est un  film belgo-hispano-français réalisé par Costa-Gavras, sorti en 2005.
C’est une adaptation du roman du même nom de Donald Westlake, dont le thème est le chômage et les drames humains qu’il provoque.
Ce film est une fable sociale qui conte le parcours d’un ingénieur (joué par José Garcia), chômeur de longue durée qui, acculé financièrement, décide d’éliminer physiquement les postulants les plus sérieux aux mêmes emplois que lui. Le Couperet décrit un drame social, ponctué de situations cocasses résultant de la maladresse et de l’émotivité du personnage principal.
Le film a été très bien accueilli par la critique mais le public ne s'est pas massivement déplacé pour le voir.

## Synopsis
Bruno Davert, quadragénaire et père de famille bien rangé, est cadre supérieur dans une usine de papier. Il perd son emploi lorsque son entreprise est délocalisée en Roumanie pour réduire les coûts de fonctionnement.
Près de trois ans plus tard, toutes ses tentatives de retrouver un emploi à son niveau de spécialisation sont un échec. Autrefois femme au foyer, son épouse Marlène travaille comme infirmière et comme caissière à temps partiel, mais la famille doit progressivement diminuer son niveau de vie en supprimant la télévision par cable ou la connexion Internet. Bruno vit mal la déchéance sociale qui l’attend – illustrée par les files d’érémistes à la Poste, un voisin chômeur, des gens qui vendent leurs biens devant leur maison – et perd en estime de lui. Les sautes d’humeur de Bruno nuisent à la relation au sein du couple et Marlène sollicite l’aide d’un conseiller conjugal.
Bruno convoite le poste de manager au sein de l’entreprise Arcadia, occupé par un certain Raymond Mâchefer. Il se rend au restaurant d’entreprise pour l’observer. Mais il craint avant tout la concurrence d’autres cadres de son secteur.
Bruno décide de ruser et passe une offre d’emploi pour une société fictive via une boîte postale. Il réussit ainsi à obtenir les CV de nombreux candidats dans sa région aux mêmes compétences que lui. Ayant retrouvé un pistolet Lüger de la Seconde Guerre mondiale ayant appartenu à son père, il sélectionne les 5 candidats qu’il estime les mieux placés et décide de les éliminer :
- Henri Birch – Il guette le passage du facteur et abat l’homme au moment où celui-ci vient relever sa boîte aux lettres.
- Édouard Rick – Alors qu’il guette dans sa voiture, il est pris à partie par l’épouse de l’homme, qui le prend pour un professeur de sa fille qu’elle soupçonne d’être amant avec celle-ci. Une brève altercation s’ensuit et Bruno tue accidentellement l’épouse, puis il abat le mari, alerté par le coup de feu. Le soir, le double meurtre fait la une des journaux télévisés et on apprend que la police a arrêté le professeur, suspecté d’en être l’auteur. Bruno culpabilise à l’idée de voir un innocent payer pour lui, jusqu’au moment où le suspect se suicide en se défenestrant depuis le palais de justice.
- Étienne Barnet – Il découvre que celui-ci travaille comme serveur dans un bistrot. Il s’y rend comme client et sympathise avec lui. Puis il guette son heure de sortie et l’écrase avec sa voiture.
- Rolf Kranz – N’ayant pas réussi à le tuer à son domicile, il le suit en voiture et réussit à l’abattre sur le parking d’un magasin au moment où l’homme range ses achats dans son coffre.
- Gabriel Blacher – Il lui laisse la vie sauve après avoir appris que celui-ci venait de retrouver un emploi dans le secteur des étiquettes et ne sera dès lors plus un concurrent pour lui.

Le couple vit également une épreuve difficile : leur adolescent Maxime est arrêté par la police pour avoir volé des boîtes de logiciels informatiques dans un magasin. Ayant perdu tout sens moral, Bruno réussit à faire disparaître la nuit même le butin caché dans la chambre de Maxime avant l’arrivée de la police venue perquisitionner la maison. Grâce à cela, Maxime s’en sort avec une peine légère au tribunal.
Après sa 4e victime, Bruno reçoit la visite d’officiers de police judiciaire, qui ont remarqué que plusieurs meurtres de cadres de l’industrie du papier ont été effectués avec la même arme. Il apprend à cette occasion que les cartouches non conventionnelles utilisées par le meurtrier pourraient se retourner contre lui. Bruno échappe à leur suspicion, car ils l’interrogent uniquement comme témoin ayant participé à des entretiens d’embauche auprès des mêmes firmes que les victimes. Mais il se débarrasse de l’arme du crime immédiatement après.
Ayant reçu davantage de CV entretemps, il identifie un autre candidat se présentant comme pourvu d’un poste à hautes responsabilités et prêt à être débauché par la concurrence :
- Gérard Hutchinson – N’ayant pas obtenu son adresse, il lui donne un rendez-vous fictif pour un entretien d’embauche dans un restaurant, puis le suit. Il découvre que l’homme portait une perruque pour l’entretien et travaille en réalité comme vendeur dans un magasin de confection. Hutchinson lui confie son désespoir, ses 5 ans de chômage et sa femme qui l’a quitté. Le prenant en pitié, Bruno renonce à l’assassiner, sachant que cet homme has been n’est pas en mesure de lui faire de la concurrence.

Il passe ensuite à l’étape suivante, consistant à exécuter Raymond Mâchefer, le manager d’Arcadia. Il s’introduit par effraction au domicile de Mâchefer mais, rêvassant déjà à son futur emploi, s’endort. C’est Mâchefer qui le réveille, arme au poing, le prenant pour un cambrioleur. Bruno réussit à s’en sortir, expliquant à Mâchefer comment il est désespéré de ne pas retrouver d’emploi dans le secteur du papier et qu’il est venu pour obtenir des conseils. Mâchefer sympathise rapidement avec Bruno et lui offre à boire. Totalement imbibé d’alcool, Mâchefer s’écroule de fatigue et Bruno quitte la maison en ayant ouvert le gaz dans la cuisine. Il assiste à l’explosion de la maison au réveil de Mâchefer lorsque celui-ci allume une cigarette.
Tout va de nouveau bien pour Bruno : il réussit à décrocher un emploi pour remplacer Mâchefer chez Arcadia, et la police judiciaire lui apprend qu’ils ont clos leur enquête, ayant déterminé qu’Hutchinson, qui s’est pendu entretemps, était l’auteur des meurtres.
Son répit est de courte durée. Dans la scène finale du film, se passant dans le restaurant d’entreprise d’Arcadia, on voit une femme l’observer d’un regard mystérieux, le spectateur pouvant supposer qu’elle projette à son tour d’éliminer Bruno.

## Fiche technique
Sauf indication contraire, les informations mentionnées dans cette section peuvent être confirmées par la base de données cinématographiques IMDb,  présente dans la section « Liens externes ».
- Titre original : Le Couperet
- Titre anglophone : The Axe
- Réalisation : Costa-Gavras
- Scénario : Costa-Gavras et Jean-Claude Grumberg, d'après le roman Le Couperet (The Ax) de Donald E. Westlake
- Musique : Armand Amar
- Photographie : Patrick Blossier
- Montage : Yannick Kergoat
- Décors : Laurent Deroo
- Costumes : Laurence Maréchal
- Producteurs : Michèle Ray-Gavras, Jean-Pierre Dardenne, Luc Dardenne, José María Morales, Genevieve Lemal et Alexandre Lippens
- Sociétés de production : KG Productions, Les Films du Fleuve et Scope Pictures ; coproduit par Studio Canal, France 2 Cinéma, RTBF et Wanda Visión S.A., avec la participation de Canal+, Eurimages et Wallimage
- Société de distribution : Mars Distribution (France)
- Budget : 5,33 millions d'euros
- Pays de production :  Belgique,  France,  Espagne
- Format : couleur - 1,85:1 - 35 mm - Dolby Digital
- Genre : comédie noire, thriller
- Durée : 122 minutes
- Dates de sortie :
  - France : 2 mars 2005
  - Belgique : 9 mars 2005

## Distribution
- José Garcia : Bruno Davert
- Karin Viard : Marlène Davert
- Geordy Monfils : Maxime Davert
- Christa Theret : Betty Davert
- Ulrich Tukur : Gérard Hutchinson
- Olivier Gourmet : Raymond Mâchefer
- Yvon Back : Étienne Barnet
- Thierry Hancisse : Inspecteur Kesler
- Olga Grumberg : Iris Thompson
- Yolande Moreau : Préposée poste
- Dieudonné Kabongo : Quinlan Longus
- Jean-Pierre Gos : le garagiste
- Jean-Michel Balthazar : le barman de l'Arcadia
- Vanessa Larré : la prédatrice
- Serge Larivière : inspecteur de police
- Jeanne Savary : la présentatrice du journal télévisé
- Luce Mouchel : madame Rick
- Marie-Rose Roland : une femme de chambre
- Philippe Bardy : monsieur Rick
- Marie Kremer : Judy Rick
- Raphaël d'Olce : le gradé de la gendarmerie
- Renaud Rutten : le motard de la gendarmerie
- Luc Brumagne : le PDG
- Michel Carcan : Rolf Kranz
- Robert Borremans : l'inspecteur Otto Zirner
- Alain Guillo : Jack
- Jean-Maurice Knockaert : le chef de rayon
- Marc Legein : monsieur Birch
- Marie-Hélène Baleau : madame Birch
- Fabienne Masset : la lectrice du train
- John Landis : le père du copain de Maxime
- Donald Westlake : apparition dans la scène de l'entretien d'embauche

## Production
Près de 80 % des séquences du film ont été tournées à Liège et ses environs, ainsi qu'à Verviers. Quelques scènes ont été tournées en France : la première scène du film, de nuit, se situe devant le café de l'Orangerie, place Charles-Lebrun à Montmorency puis place de Verdun à Enghien-les-Bains dans le département du Val-d'Oise. D'autres scènes ont été tournées à Montmorency (la poursuite en voiture rue Rey-de-Foresta) et dans la commune voisine de Groslay (dans un quartier pavillonnaire). Plusieurs scènes du film ont été tournées dans la ville de Vincennes, notamment la scène où un comédien tombe sur le toit d'un véhicule de police en direct à la télévision. L'entreprise Arcadia, que l'on peut voir à plusieurs moments dans le film, est en fait la papeterie Norske Skog située à Golbey dans le département des Vosges. Une scène a été tournée dans le restaurant Le Bistrot de Flandre sur les rives de l'Oise à Compiègne (Oise). Le tramway est filmé à Roubaix. C'est le successeur du Mongy qui relie Lille à Roubaix, et Lille à Tourcoing dans sa livrée Transpole.

## Récompenses et distinctions

### Récompenses
- Film by the Sea International Film Festival : prix Film & Littérature[3]

### Nominations
- César 2006 : meilleur acteur pour José Garcia et meilleure adaptation
- Globes de cristal 2006 : meilleur acteur pour José Garcia

## Autour du film
- Plusieurs fois dans le film, Bruno Davert observe des panneaux publicitaires. Ils sont réalisés par Oliviero Toscani, photographe de plusieurs campagnes controversées ainsi que de l'affiche, elle aussi controversée, du précédent film de Costa-Gavras, Amen.[4].